# 7 Vulpeculae
7 Vulpeculae, som är stjärnans Flamsteed-beteckning, är en dubbelstjärna belägen i den södra delen av stjärnbilden, Räven.. Den har en högsta kombinerad skenbar magnitud på ca 6,33 och är mycket svagt synlig för blotta ögat där ljusföroreningar ej förekommer. Baserat på parallax enligt Gaia Data Release 2 på ca 3,5 mas, beräknas den befinna sig på ett avstånd på ca 940 ljusår (ca 288 parsek) från solen. Den rör sig närmare solen med en heliocentrisk radialhastighet av ca -38 km/s.

## Egenskaper
Primärstjärnan 7 Vulpeculae A är en blå stjärna av spektralklass B4-5 III-IVe, som är en Be-stjärna och som verkar närma sig slutet på dess livstid i huvudserien. Den har snabb rotation med en projicerad rotationshastighet på 300 km/s, vilket är strax under den uppskattade kritiska hastigheten på 367 km/s. Den har en massa som är ca 5,5 solmassor, en radie som är ca 5 solradier och utsänder ca 518 gånger mera energi än solen från dess fotosfär vid en effektiv temperatur på ca 15 600 K. Stjärnan är en misstänkt variabel som har visuell magnitud +6,34 och varierar i amplitud med 0,009 magnituder och en period av 0,55923 dygn eller 13,422 timmar.
7 Vulpeculae  är en enkelsidig spektroskopisk dubbelstjärna med en omloppsperiod på 69,3 dygn och en excentricitet på 0,16. Följeslagarens natur är okänd, men baserat på dess massa kan den vara en stjärna av spektraltyp K eller M. Det kan emellertid också vara en vit dvärg, som tidigare har genomgått en massöverföring till den nu synliga stjärnan. På grund av bristen på röntgenstrålning från konstellationen är en tredje möjlighet att följeslagaren är en naken He-stjärna som har förlorat sitt hölje av väte.